# Stratis Haviaras
Stratís Chaviarás, ou Stratis Haviaras à l’étranger (grec moderne : Στρατής Χαβιαράς), né le 28 juin 1935 et mort le 4 mars 2020, est un écrivain, poète et traducteur grec naturalisé américain, bilingue, auteur d’œuvres littéraires en anglais et en grec,. 
Il est connu aux États-Unis pour ses romans : Quand l’arbre chante (When the Tree Sings), publié en 1979,  sélectionné pour le National Book Award et inscrit dans les ALA Notable Books, et The Heroic Age (L’Âge héroïque). Tous deux ont reçu l’accueil critique enthousiaste de la presse américaine,, et ont été traduits en plusieurs langues (dont en français) . Il est aussi le fondateur et l’éditeur des revues littéraires Arion’s Dolphin (Le dauphin d’Arion), Erato, et Harvard Review.

## Biographie

### Jeunesse et éducation
Les parents de Stratis Haviaras, refugiés d'Asie Mineure, s’étaient installés à la Nouvelle-Kios (près d'Argos dans le Péloponnèse) dès la fondation de celle-ci en 1927. Enfant, il subit de plein fouet les atrocités de la Seconde Guerre mondiale : à l’âge de neuf ans, il voit son père Christos exécuté par les Nazis en représailles de son engagement dans la résistance, tandis que sa mère, Georgia Hatzikyriakos, est envoyée en camp de concentration en Allemagne. Puis la maison familiale est démolie par les forces de l’Occupant. Après avoir terminé ses études secondaires, Stratis Haviaras commence à travailler dans des chantiers de construction. Son amour de l’écriture sort vainqueur du combat qu’il doit mener contre les obstacles jumeaux de troubles de l’attention et de la dyslexie. Il commence à écrire des poèmes et des pièces de théâtre à l’âge de treize ans.
Un jalon important de son engagement dans le monde littéraire est sa rencontre, à Athènes en 1957, avec Kimon Friar (en), traducteur en anglais de l’ouvrage de Níkos Kazantzákis : L’Odyssée : une épopée moderne. Discernant la passion de Haviaras pour la littérature et l’écriture, Friar l’invite à venir avec lui aux États-Unis pour l’aider à traduire Salvatores Dei: Exercices spirituels de Kazantzakis, à relire ses chroniques sur l’art américain destinées à l’émission radiophonique Voice of America, et à taper à la machine des documents d’archives. Par l’intermédiaire de Friar, Haviaras rencontre, entre autres, Arthur Miller, Marilyn Monroe, Tennessee Williams, William Inge. Pendant ce séjour aux États-Unis il étudie aussi le dessin industriel au Manhattan Technological Institute de New York, et la conception de machines à la Jefferson School of Commerce de Charlottesville (Virginie), où il vit avec des amis, travaillant le soir dans un restaurant grec. À l’université de Virginie, il rencontre William Faulkner et travaille avec le jeune écrivain Richard Fariña, trois ans avant la mort tragique de ce dernier.

### Carrière

#### Premières publications en grec
Stratis Haviaras fait son entrée dans les Lettres grecques avec un monologue théâtral : The Rusty Nail (Le clou rouillé), publié par les Éditions Kainouria Epochi (Nouvelle Époque) pendant l'été 1959, sera mis en scène plus tard par Actors Studio de New York. À son retour en Grèce en avril 1961, il trouve du travail à la base aéronautique américaine d’Athènes. La même année, il rencontre l’écrivain Katerina Plassara, avec laquelle il voyage à travers la France, l’Allemagne et la Scandinavie, tout en écrivant des pièces de théâtre. En 1963, il publie son premier recueil de poèmes, Η κυρία με την πυξίδα (La dame à la boussole) et travaille les années suivantes comme maître d’œuvre à la construction d’un barrage hydroélectrique sur l’Achelos. Son second recueil de poésie, Βερολίνο (Berlin), est publié en 1965. Pendant la tourmente politique grecque, qui culmine avec le coup d’État militaire d’avril 1967, Haviaras participe à des manifestations en faveur de la démocratie à Athènes (et plus tard à Cambridge). Son recueil de poèmes suivant, Η νύχτα του ξυλοπόδαρου (« La nuit de l’échassier ») reflète largement son opposition au totalitarisme — ce livre est confisqué par la police peu après sa sortie en librairie. À l’automne 1966, Haviaras entre comme dessinateur à The Architects Collaborative (TAC) d'Athènes, fondée par Walter Gropius, où il rencontre l’architecte Gail Flynn, qu’il épouse en 1967. Cette année-là, il part vivre avec elle aux États-Unis.

#### Harvard
À Cambridge, Stratis Haviaras devient bibliothécaire de la bibliothèque Widener d’Harvard, et adhère au Comité pour la Restauration du Gouvernement Démocratique en Grèce, fondé par des membres de la communauté académique. Il devient bientôt l’éditeur et l’un des présentateurs de son programme du dimanche, The Voice of Greece (La voix de la Grèce), diffusée par Wild Radio Boston (Radio Boston Sauvage) pour lutter contre la dictature grecque. À la suite d’une pétition signée par « Vingt hommes d’affaires américano-grecs » la Federal Communications Commission demande que les textes traduits du grec à l’anglais et vice-versa lui soient soumis 96 heures avant leur diffusion sur les ondes, ce qui équivaut de fait à réduire l’émission au silence. Le Comité poursuit ses activités avec Eleutheria (« Liberté »), une publication mensuelle. En 1971, Haviaras entre dans un think-tank créé à Cambridge par des membres de Δημοκρατική Άμυνα (Défense Démocratique), organisation œuvrant souterrainement en Grèce. En tant que représentant en Amérique de cette organisation, Haviaras se rend à Bonn en août de la même année, pour participer à une conférence internationale visant au rétablissement de la démocratie en Grèce.
Tout en travaillant à Harvard, Stratis Haviaras suit des cours du soir de littérature et d’histoire, et des sessions d’été organisés par l’université. Il complète ses études de littérature et d’écriture créative (Bachelor of Arts en 1973, Master of Fine Arts en 1976) en suivant le programme du Goddard College (Vermont) pour étudiants résidant à l’extérieur. À Goddard il rencontre de nombreux écrivains, dont Raymond Carver, John Irving et Richard Ford, et lance Arion's Dolphin, une revue de poésie reliée à la main.
1973 est une date charnière de sa carrière littéraire. Il commence à écrire en anglais, et nombre de ses poèmes figurent dans des revues littéraires comme Iowa Review, Ploughshares (Socs de Charrues), Dickinson Review et Kayak. La même année marque la fin de son mariage avec Gail Flynn. En 1976, son premier recueil de poèmes en anglais, Crossing the River Twice (Traverser deux fois la rivière) est publié par le Cleveland State University Poetry Center.
À Harvard, il est successivement promu à des postes de plus haute responsabilité, et nommé en 1974 Conservateur de la Woodberry Poetry Room et de la Henry Weston Farnsworth Room, deux départements spécialisés de la Bibliothèque d’Harvard,. En 1976, Haviaras commence à vivre avec Heather Cole, bibliothécaire à Harvard. Le couple se mariera en 1990 sur la suggestion de leur fille Elektra Haviaras (née en 1981).
En 1979, Simon & Schuster publie son roman Quand l’arbre chante (When the Tree Sings) et, en 1984, The Heroic Age.
En tant que Conservateur de la Poetry Room et de la Farnsworth Room, Stratis Haviaras est chargé de sélectionner des œuvres poétiques provenant du monde anglophone et de réaliser en studio des enregistrements de poètes lisant des extraits de leurs propres œuvres,,. Chose tout aussi importante, il organise des réunions hebdomadaires, des présentations de livres, des lectures et publications de poésie. En 1984, et pendant les 24 ans suivants, il dirige à l’université d’été d’Harvard un atelier d’écriture de roman qui remporte un grand succès, et avec son assistant, le poète Michael Milburn, il édite et publie un choix important d’enregistrements sonores (Vladimir Nabokov à Harvard et Seamus Heaney à Harvard), ainsi que le magazine littéraire ERATO. En 1992, il lance la revue littéraire Harvard Review, qui représente un véritable exploit éditorial, continué aujourd’hui par Christina Tompson et son équipe.
Au terme des quarante ans de service de Stratis Haviaras à l’université, un fonds pour une lecture annuelle de poésie[ en l’honneur de Stratis Haviaras est créé au département de Littérature anglaise et américaine grâce à une donation du cinéaste Robert Gardner et à un don de la poétesse Elizabeth Gray.

#### Retour en Grèce et à la langue grecque
Stratis Haviaras prend sa retraite et cesse, en 2000, de travailler à la bibliothèque d’Harvard mais continue à enseigner à l’université d’été jusqu’en 2008, complétant ainsi ses quarante années de service. Il s’installe alors de façon permanente à Athènes. En tant qu’écrivain, il revient au grec, en 2014, avec un roman : AXNA et un atelier d’écriture créative au Centre européen pour la traduction littéraire (EKEMEL) qu’il préside l’année 2000, ainsi qu’au Centre national du livre de Grèce (EKEBI). Il est aussi Vice-Président de la Société des Auteurs Grecs de 2011 à 2013), et dirige au Centre d’Études Grecques de l’université d’Harvard à Nauplie un atelier d’écriture créative qu’il a mis en place en 2015. Depuis 2013, il publie poèmes et traductions de poésie dans la revue athénienne Ta Poetika, ainsi que des nouvelles et ses mémoires sur le site internet oanagnostis.gr, revue en ligne consacrée aux livres, dont il fait partie de l’équipe éditoriale.
Stratis Haviaras est le traducteur en anglais de Canon de C. P. Cavafy, et a collaboré à la traduction en grec des œuvres de Seamus Heaney et Charles Simic.

## Œuvres

### Poésie
- Η κυρία με την πυξίδα (La dame à la boussole), édition privée, 1963
- Βερολίνο (Berlin), Fexis, 1965
- Η νύχτα του Ξυλοπόδαρου (La nuit de l’échassier), édition privée,1967
- Νεκροφάνεια (Nécrophanie), Kédros, 1972
- Crossing the River Twice (Traverser deux fois la rivière), Cleveland State University, 1976
- Millennial Afterlives, a retrospective[42] (Vies ultérieures millénaires, rétrospective), Wells College Press, 2000
- Duty Free Desiderata, Siera Press, 2000

### Romans
- When the Tree Sings, Simon & Schuster, 1979 ; Ballantine, 1980 ; Sidwick & Jackson U.K., 1979 ; Picador U.K., 1980 Quand l’arbre chante, traduction française par Jehanne Augustins, Paris, Stock, coll. « Nouveau cabinet cosmopolite », 1981 (BNF 34663903)
- Όταν τραγουδούσαν τα δέντρα (When the Tree Sings, en grec), Hermes,1980 ; Kastaniotis, 1999
- The Heroic Age (L’âge héroïque), Simon & Schuster, 1984 ; Penguin, 1985 ; Methuen U.K., 1984 ; King Penguin U.K., 1985.
- Τα ηρωικά χρόνια (The Heroic Age, en grec), Bell, 1984 ; Kastaniotis, 1999
- Πορφυρό και μαύρο νήμα (Fil pourpre et noir), Kedros, 2007
- Άχνα (Ahna), Kedros, 2014

### Traductions – Collaborations

#### Vers l'anglais
- C.P. Cavafy, The Canon, Hermes 2004 ; CHS Harvard 2007.

#### Vers le grec
- Seamus Heaney, Το Αλφάδι (The Spirit Level – Le niveau du maçon spirituel), en collaboration avec Manolis Savvidis, Theodosis Nikolaou et Soti Triantafillou, Hermes, 1999
- Seamus Heaney, Αλφάβητα (Alphabets), en collaboration avec Giorgos et Manolis Savvidis, eaux-fortes de Dimitri Hatzi, ISTOS, 2000. Charles Simic, The Music of the Stars (La musique des étoiles), en collaboration avec Dino Siotis, The Society of Dekata, 2010

### Édition
- Eleutheria (Liberté), revue,1970-1973
- Arion’s Dolphin, revue,1971-1976
- 35 Post-War Greek Poets (35 poètes grecs d’après guerre), numéro spécial d’Arion’s Dolphin, 1973
- Kiss (Le baiser), en collaboration avec Paul Hannigan, John Batki et William Corbett, numéro spécial d’Arion’s Dolphin, 1976
- Sylvia Plath Reading her Poetry (audio), Caedmon, 1980
- Ploughshares (Socs de charrues), International Writing Issue, 1985
- ERATO, 1986-1991, en collaboration avec Michael Milburn
- Harvard Review, 1991-2000
- The Poet’s Voice - Poètes lisant et commentant leur œuvre (audio), Harvard University Press, 1978
- Vladimir Nabokov at Harvard (audio), en collaboration avec Michael Milburn, Poetry Room, 1987
- Seamus Heaney at Harvard (audio), en collaboration avec Michael Milburn, Poetry Room, 1987
- Seamus Heaney; a Celebration, a Harvard Review Monograph, 1995
- Charlie Simic at Large, numéro spécial de Harvard Review, 1997

Interviews (dans des quotidiens et des périodiques)
- Dan Georgakas, “An Interview with Stratis Haviaras”, Journal of the Hellenic Diaspora 8, n° 4 (hiver 1981), p. 73-82
- Patrick Skene Catling, “Poetic Fruits of War” (« Les fruits poètiques de la guerre »), The Sunday Telegraph

## Distinctions
- When the tree sings fait partie en 1980 de la sélection finale (Short List) pour l'US National Book Award.
- When the tree sings et The Heroic Age sont inscrits en 1979 au nombre des « Livres remarquables » (Notable books) de l’American Library Association (NALA).
- En 2003, le Guardian fait figurer le roman When the Tree Sings dans sa liste des dix romans politiques les plus importants du XXe siècle (« one of the 10 most important political novels of the 20th century »).
- Le prix littéraire PEN New England Award est décerné à Stratis Haviaras pour ses services rendus à Harvard aux poètes.
- En 2008, création du Fonds Robert Gardner (Robert Gardner’s Funding) pour les Lectures annuelles en l’honneur de Stratis Haviaras (Annual Stratis Haviaras Lectures) au Département d’anglais d’Harvard.